# Зигмунт Лігенза
Зиґмунт Ліґенза з Бубрка гербу Півкозич (пол. Zygmunt Ligęza; ? — 1559) — польський шляхтич, урядник. Рід — Ліґензи.

## Життєпис
Батько — Фелікс — бурґграф Кракова, брат Пйотра, мати — дружина батька Зофія Тарновська гербу Леліва. Мав старших братів Фелікса, Миколая. Рідна сестра Реґіна — мати ротмістра Мартина Чурила.
Посади (уряди): староста львівський (після Гербурта Миколая з Однова.), також кшепицький, тишовецький, чашник великий коронний (1550). Був похований у Латинській катедрі Львова.